# Apeadeiro de Figueira
O Apeadeiro de Figueira é uma antiga interface encerrada da Linha do Algarve, que servia a localidade de Figueira, no município de Portimão, em Portugal.

## Descrição

### Localização e acessos
Esta interface localizava-se junto à localidade de Figueira, distante mais de meio quilómetro do respetivo centro.
Em dados de 2023, circulam neste local várias carreiras rodovárias, nomeadamente a n.º 80 da regional Vamus Algarve e diversas variantes da n.º 21 da municipal Vai e Vem (q.v.).

### Caraterização física
A plataforma situa-se do lado sudeste da via (lado esquerdo do sentido ascendente, para Lagos).

## História

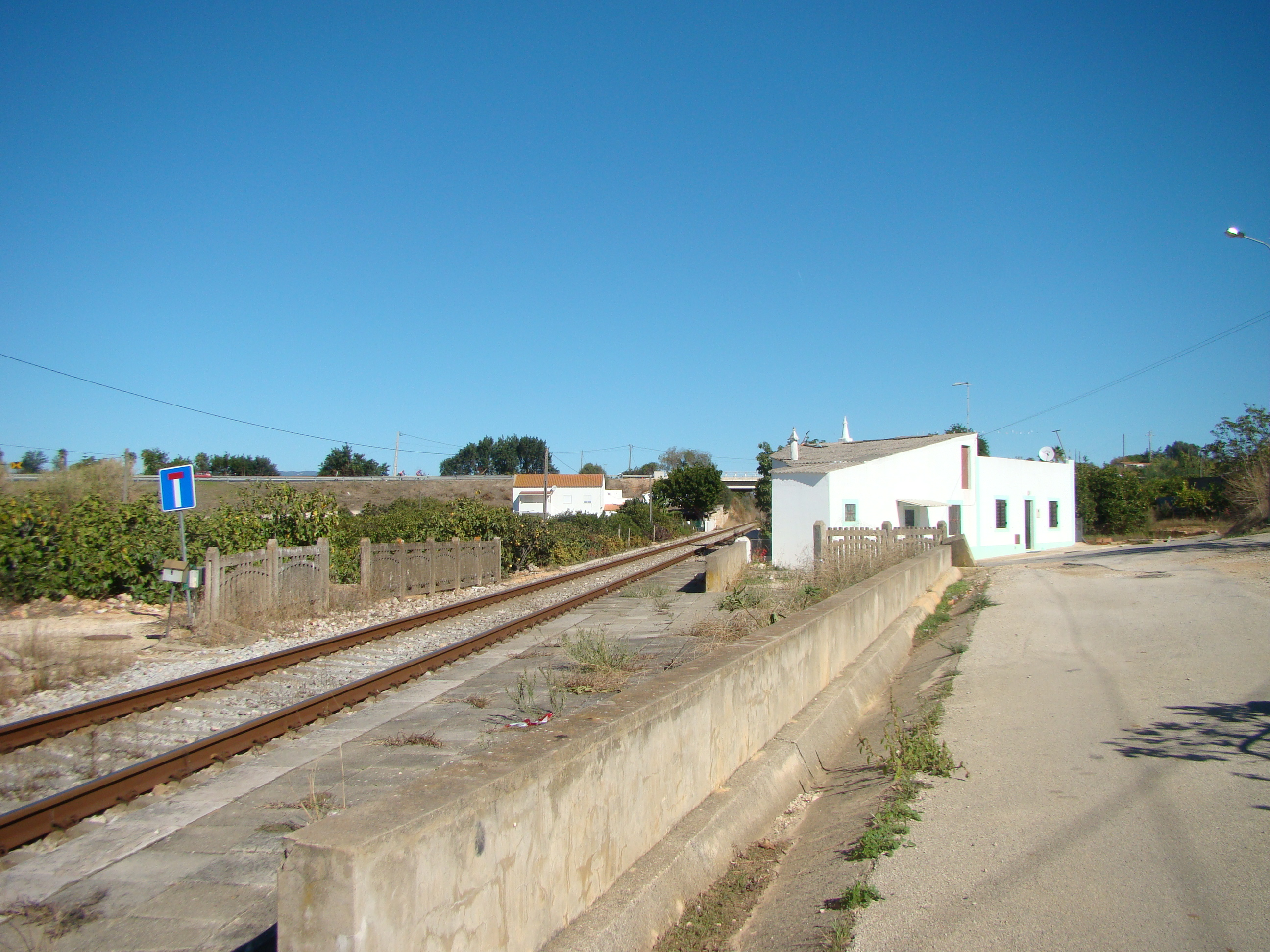
Vista do apeadeiro, em 2017.

O apeadeiro de Figueira situa-se no lanço da Linha do Algarve entre Portimão e Lagos, que entrou ao serviço em 30 de Julho de 1922, pela divisão do Sul e Sueste dos Caminhos de Ferro do Estado, sendo nessa altura considerado como parte do Ramal de Lagos. No entanto, não fazia parte originalmente da linha, tendo sido inaugurado apenas em 1 de Novembro de 1954, no âmbito de um programa de modernização das vias férreas no Algarve, no qual foram abertos vários apeadeiros, e introduzidas as automotoras da série 0100, tendo sido construído de forma a melhor se ajustar àqueles veículos.

Nos horários de 1984, Figueira surge com a categoria de paragem e era utilizada por serviços de passageiros Regionais e directos, e constava ainda do mapa oficial de 1985, como «apeadeiro — sem E.P. — com plataforma». Deixou de ser usado entretanto, antes de 2003.